# Más y Menos
 (octobre 2012).
Si vous disposez d'ouvrages ou d'articles de référence ou si vous connaissez des sites web de qualité traitant du thème abordé ici, merci de compléter l'article en donnant les références utiles à sa vérifiabilité et en les liant à la section « Notes et références ».
Más y Menos sont deux super-héros du Guatemala apparaissant dans la série animée Teen Titans : Les Jeunes Titans. Ce sont des membres de l'équipe des Titans East. Leur nom signifie "Plus et Moins" en espagnol. Ils sont les seuls héros de la série à ne pas être originaires d'un Comics, ayant été créé pour la série elle-même.
Más y Menos sont des frères jumeaux de petite taille, parlant uniquement espagnol, uniquement distinguables l'un de l'autre par le fait que Más possède un "+" dessiné sur son costume, alors que Menos possède un -. Ce sont des personnages plutôt comiques, qui apparaissent dans Les Jeunes Titans de l'Est, où ils font partie, avec Speedy, Aqualad et Bumblebee, de l'équipe récemment formée des Titans de l'Est.

## Pouvoirs
Más y Menos peuvent, lorsqu'ils sont en contact l'un avec l'autre, se bouger et se déplacer à une vitesse surhumaine, sans doute égale à celle de Flash. Ils ne semblent pas affectés par la fatigue lorsqu'ils se déplacent à cette vitesse, étant capables d'accomplir en quelques secondes et sans épuisement énormément de tâches. Le contact leur étant nécessaire pour utiliser leurs pouvoirs, ils deviennent vulnérable lorsqu'on parvient à les séparer, aussi restent-ils en permanence proches l'un de l'autre, ayant tendance à prendre des postures parfois comiques pour garder le contact (monter l'un sur l'autre, par exemple). Il est à noter que le contact physique direct ne leur est pas forcément nécessaire : leur pouvoir fonctionne même s'ils se touchent par leurs vêtements, où si un obstacle comme la glace les sépare.

Etant jumeaux, ils semblent aussi posséder une sorte de connexion qui permet à l'un de savoir où est l'autre et dans quelle situation il se trouve.

Bien qu'ils ne sachent parler qu'en espagnol, ils semblent capables de comprendre très clairement ce que disent les autres personnages.